# ヘロリス
ヘロリス（古代ギリシア語: Ἕλωρις Heloris、？ - 紀元前389年)は、シュラクサイの元将軍。

## 生涯
ヘロリスは紀元前405年に僭主となったディオニュシオス1世にシュラクサイを追放され、クロトン（現クロトーネ）に身を寄せていた。紀元前391年にディオニュシオス1世がイタリア半島への侵攻を開始すると、南部イタリアの諸都市は25,000人の歩兵と2,000人の騎兵からなる連合軍を興した。シュラクサイのかつての住民であったことから、ヘロリスはその南部イタリア連合軍の指揮官に選ばれた。
シュラクサイ軍がイタリア半島に上陸し、カウロニア（現カウローニア）に対して包囲戦を開始したとの連絡を受けると、彼は直ちに軍を率いてカウロニアに急行した。南部イタリア連合軍はエリオポルス河付近に野営し、ヘロリスは自軍から選りすぐりの500名を率いて敵情視察に赴いた。
シュラクサイ軍はそこからおよそ40スタディオン(約5.2km)の地点まで迫っており、ヘロリスは敵の斥候と遭遇して初めて敵がすぐ間近にいることを知った。エリオポルス河の戦いの開戦である。ヘロリスは準備に時間のかからない軽装兵を呼び寄せ、本隊の準備が整うまでの間に散兵戦を仕掛けた。しかしシュラクサイ軍の猛攻を押しとどめることはできず、逆に包囲されてしまい、500名の精鋭部隊は全滅した。ヘロリスも精鋭部隊と共にここで命を落とした。